# Robert Menzies
Robert Gordon Menzies (Jeparit, 20 de dezembro de 1894 - Melbourne, 15 de maio de 1978) foi um político da Austrália, que serviu como Primeiro-Ministro do seu país por 18 anos. Seu mandato (1949-1966) foi o mais longo da história da Austrália.

## Literatura
- Brett, Judith (1992) Robert Menzies' Forgotten People, Macmillan, (a sharply critical psychological study)
- Cook, Ian (1999), Liberalism in Australia, Oxford University Press, South Melbourne, Victoria, Ch. 7 'Robert Menzies'. ISBN 019 553 702 5
- Hazlehurst, Cameron (1979), Menzies Observed, George Allen and Unwin, Sydney, New South Wales. ISBN 0 86861 320 7
- Hughes, Colin A (1976), Mr Prime Minister. Australian Prime Ministers 1901–1972, Oxford University Press, Melbourne, Victoria, Chs. 13 and 18. ISBN 0 19 550471 2
- Martin, A.W. (1993 and 1999) Robert Menzies: A Life, two volumes, Melbourne University Press online edition from ACLS E-Books
- Martin, Allan (2000), 'Sir Robert Gordon Menzies,' in Grattan, Michelle, "Australian Prime Ministers", New Holland Publishers, pages 174–205. (very good summary of his life and career) ISBN 1 86436 756 3
- Martin, A.W. (2000), "Menzies, Sir Robert Gordon (Bob) (1894 - 1978)", Australian Dictionary of Biography, Volume 15, Melbourne University Press, (Melbourne), pp 354–361.[8]
- Starr, Graeme (1980), The Liberal Party of Australia. A Documentary History, Drummond/Heinemann, Richmond, Victoria. ISBN 0 85859 223 1